# Egyéni vegyes váltó biatlon a 2016. évi téli ifjúsági olimpiai játékokon
A 2016. évi téli ifjúsági olimpiai játékokon az biatlon egyéni vegyes váltó versenyszámát február 17-én rendezték a Birkebeineren Biatlon Stadionban.

## Eredmények
| H     | R  | Csapat | Idő                                     | Lövőhiba (F+Á F+Á)                       | Hátrány |
| ----- | -- | --- | --------------------------------------- | ---------------------------------------- | ------- |
| Arany | 24 | Kína (CHN) · Fanqi Meng · Zhenyu Zhu · Fanqi Meng · Zhenyu Zhu                                                                             | 41:35.4 9:30.4 9:56.8 9:32.9 12:35.3    | 0+0 2+3 0+0 0+0 0+0 2+3 0+0 0+0          | —       |
| Ezüst | 4  | Norvégia (NOR) · Marthe Krakstad Johansen · Fredrik Qvist Bucher-Johannessen · Marthe Krakstad Johansen · Fredrik Qvist Bucher-Johannessen | 41:35.6 9:34.7 9:28.3 9:53.5 12:39.1    | 0+5 1+7 0+0 0+1 0+2 1+3 0+2 0+0 0+1 0+3  | +0.2    |
| Bronz | 5  | Oroszország (RUS) · Ekaterina Ponedelko · Egor Tutmin · Ekaterina Ponedelko · Egor Tutmin                                                  | 41:50.3 10:42.9 8:43.4 10:06.2 12:17.8  | 0+3 3+10 0+0 3+3 0+3 0+2 0+0 0+2 0+0 0+3 | +14.9   |
| 4.    | 2  | Franciaország (FRA) · Lou Jeanmonnot Laurent · Emilien Claude · Lou Jeanmonnot Laurent · Emilien Claude                                    | 41:50.3 9:42.7 9:28.5 9:48.5 12:50.6    | 0+1 3+7 0+0 0+1 0+0 2+3 0+1 0+0 0+0 1+3  | +14.9   |
| 5.    | 1  | Németország (GER) · Juliane Fruehwirt · Danilo Riethmueller · Juliane Fruehwirt · Danilo Riethmueller                                      | 42:05.6 10:04.2 8:59.0 10:06.7 12:55.7  | 0+4 3+8 0+0 0+2 0+0 1+3 0+2 0+0 0+2 2+3  | +30.2   |
| 6.    | 13 | Egyesült Államok (USA) · Chloe Levins · Vaclav Cervenka · Chloe Levins · Vaclav Cervenka                                                   | 42:29.2 9:54.2 8:54.8 10:09.7 13:30.5   | 0+2 1+6 0+1 0+0 0+0 0+1 0+1 0+2 0+0 1+3  | +53.8   |
| 7.    | 10 | Svájc (SUI) · Flavia Barmettler · Sebastian Stalder · Flavia Barmettler · Sebastian Stalder                                                | 42:33.9 10:05.7 9:02.1 10:46.8 12:39.3  | 0+1 0+8 0+1 0+0 0+0 0+3 0+0 0+2          | +58.5   |
| 8.    | 14 | Svédország (SWE) · Sanna Sjoden · Henning Sjokvist · Sanna Sjoden · Henning Sjokvist                                                       | 42:58.7 9:41.5 10:25.2 9:42.6 13:09.4   | 4+8 0+7 0+2 0+1 4+3 0+2 0+2 0+1 0+1 0+3  | +1:23.3 |
| 9.    | 6  | Ukrajna (UKR) · Khrystyna Dmytrenko · Serhiy Tele · Khrystyna Dmytrenko · Serhiy Telen                                                     | 43:10.7 9:54.6 8:51.5 10:23.3 14:01.3   | 1+4 3+10 0+0 0+2 0+1 0+2 0+0 1+3 1+3 2+3 | +1:35.3 |
| 10.   | 19 | Finnország (FIN) · Jenni Keranen · Tuomas Harjula · Jenni Keranen · Tuomas Harjula                                                         | 43:12.7 10:16.3 8:20.2 11:19.5 13:16.7  | 0+6 1+9 0+1 0+2 0+0 0+1 0+3 1+3 0+2 0+3  | +1:37.3 |
| 11.   | 9  | Olaszország (ITA) · Samuela Comola · Patrick Braunhofer · Samuela Comola · Patrick Braunhofer                                              | 43:32.7 9:37.4 9:09.7 12:04.6 12:41.0   | 2+9 1+4 0+0 0+0 1+3 0+1 1+3 1+3 0+3 0+0  | +1:57.3 |
| 12.   | 3  | Csehország (CZE) · Tereza Vinklarkova · Jakub Stvrtecky · Tereza Vinklarkova · Jakub Stvrtecky                                             | 43:34.0 9:52.0 9:38.9 11:29.2 12:33.9   | 1+7 2+9 0+1 0+1 0+2 1+3 1+3 1+3 0+1 0+2  | +1:58.6 |
| 13.   | 11 | Kanada (CAN) · Tekarra Banser · Ben Churchill · Tekarra Banser · Ben Churchill                                                             | 44:58.4 11:17.6 8:46.0 11:48.9 13:05.9  | 2+6 0+4 0+2 0+3 0+0 0+0 2+3 0+1 0+1 0+0  | +3:23.0 |
| 14.   | 7  | Fehéroroszország (BLR) · Natallia Karnitskaya · Kiryl Tsiuryn · Natallia Karnitskaya · Kiryl Tsiuryn                                       | 45:06.5 10:26.3 9:28.3 12:12.4 12:59.5  | 3+9 1+8 0+3 0+1 0+3 0+2 3+3 1+3 0+0 0+2  | +3:31.1 |
| 15.   | 21 | Románia (ROU) · Márton Enikő · Daniel Munteanu · Márton Enikő · Daniel Munteanu                                                            | 45:07.4 10:57.9 10:01.1 10:36.4 13:32.0 | 1+10 3+8 0+2 2+3 0+2 1+3 1+3 0+1 0+3 0+1 | +3:32.0 |
| 16.   | 15 | Szlovákia (SVK) · Henrieta Horvatova · Matej Lepen · Henrieta Horvatova · Matej Lepen                                                      | 45:22.1 10:15.1 9:37.2 12:01.5 13:28.3  | 1+4 1+9 0+0 0+0 0+0 1+3 1+3 0+3 0+1 0+3  | +3:46.7 |
| 17.   | 17 | Kazahsztán (KAZ) · Arina Pantova · Ivan Darin · Arina Pantova · Ivan Darin                                                                 | 45:25.2 9:55.0 10:09.7 10:55.2 14:25.3  | 3+7 6+11 0+1 0+3 3+3 0+2 0+0 3+3 0+3 3+3 | +3:49.8 |
| 18.   | 16 | Bulgária (BUL) · Milena Todorova · Kristiyan Stoyanov · Milena Todorova · Kristiyan Stoyanov                                               | 45:37.4 11:24.6 9:23.6 11:22.4 13:26.8  | 2+8 3+8 2+3 0+3 0+2 0+2 0+0 3+3 0+3 0+0  | +4:02.0 |
| 19.   | 26 | Magyarország (HUN) · Veres Mirella · Herneczky Áron · Veres Mirella · Herneczky Áron                                                       | 45:42.0 10:45.9 10:17.6 11:04.2 13:34.3 | 0+7 0+9 0+3 0+1 0+2 0+3 0+2 0+2 0+0 0+3  | +4:06.6 |
| 20.   | 8  | Ausztria (AUT) · Lea Woerter · Dominic Unterweger · Lea Woerter · Dominic Unterweger                                                       | 45:52.9 10:43.6 9:32.4 11:59.0 13:37.9  | 1+6 1+11 0+2 0+2 0+1 0+3 1+3 1+3 0+0 0+3 | +4:17.5 |
| 21.   | 12 | Lengyelország (POL) · Joanna Jakiela · Przemyslaw Pancerz · Joanna Jakiela · Przemyslaw Pancerz                                            | 46:12.3 11:22.9 10:37.9 10:01.2 14:10.3 | 0+8 6+9 0+3 2+3 0+2 3+3 0+2 0+0 0+1 1+3  | +4:36.9 |
| 22.   | 20 | Észtország (EST) · Anneliis Viilukas · Robert Heldna · Anneliis Viilukas · Robert Heldna                                                   | 47:29.8 12:11.0 9:40.2 12:16.8 13:21.8  | 6+9 3+9 3+3 0+3 0+0 2+3 3+3 1+3 0+3 0+0  | +5:54.4 |
| 23.   | 25 | Lettország (LAT) · Nora Viktorija Osite · Ernests Loktevs · Nora Viktorija Osite · Ernests Loktevs                                         | 47:37.3 12:11.7 9:21.2 11:52.9 14:11.5  | 2+8 4+10 0+2 3+4 0+1 0+2 0+2 1+2 2+3 0+2 | +6:01.9 |
| 24.   | 18 | Szlovénia (SLO) · Tais Vozelj · Blaz Debeljak · Tais Vozelj · Blaz Debeljak                                                                | 47:42.6 10:53.8 10:19.4 10:21.0 16:08.4 | 2+12 6+9 0+3 1+3 0+3 0+0 2+3 4+3         | +6:07.2 |
| 25.   | 22 | Litvánia (LTU) · Nadezda Derendiajeva · Linas Banys · Nadezda Derendiajeva · Linas Banys                                                   | 48:13.7 11:46.7 9:22.4 12:59.7 14:04.9  | 2+9 3+9 0+1 1+3 0+2 0+1 1+3 2+3 1+3 0+2  | +6:38.3 |
| 26.   | 27 | Dél-Korea (KOR) · Mariya Abe · Woojin Wang · Mariya Abe · Woojin Wang                                                                      | 48:34.8 12:55.0 9:25.9 12:03.4 14:10.5  | 0+8 4+9 0+3 0+0 0+1 0+3 0+1 3+3 0+3 1+3  | +6:59.4 |
| 27.   | 23 | Ausztrália (AUS) · Darcie Morton · Jethro Mahon · Darcie Morton · Jethro Mahon                                                             | 48:56.9 11:06.4 10:42.7 11:09.5 15:58.3 | 0+5 0+10 0+3 0+3 0+0 0+1 0+2 0+3 0+0 0+3 | +7:21.5 |